# Saint-Ghislain
Saint-Ghislain ist eine Gemeinde in der belgischen Provinz Hennegau. Sie gilt als die inoffizielle Hauptstadt der Borinage, einer vom Steinkohleabbau geprägten Industrielandschaft am Ufer des Flusses Haine. Die Stadt setzt sich aus den Stadtteilen Saint-Ghislain, Baudour, Neufmaison, Sirault, Tertre, Hautrage und Villerot zusammen. Ursprünglich stand dort ein Kloster.

## Geschichte

### Kloster Saint-Ghislain
Der Ort geht der Legende nach auf den aus Ostfranken stammenden heiligen Ghislain (auch Gislenus, † um 680) zurück, der sich (635?) an dieser Stelle niedergelassen haben soll. Seine Wohnstatt nannte er Ursidongus. Gemäß einer Übereinkunft mit der später ebenfalls heiliggesprochenen Aldegundis aus der merowingischen Dynastie (Gründerin des nahen Klosters Maubeuge um 661) gründete er ein Kloster an selbiger Stelle. Seine Gebeine wurden 929 ausgegraben und zunächst nach Grandlieu, später nach Le Cateau-Cambrésis überführt. 1647 wurden sie wieder an den Ort seines Wirkens überführt, die nunmehr bereits seinen Namen trug.
Das Kloster ging angeblich bereits durch den Merowingerkönig Dagobert I. (oder eher Nachfahren) an den Benediktinerorden über und entwickelte sich zu einem der wohlhabendsten der Region. Karl der Große ließ angeblich dort durch den Abt Elephas, einen Verwandten, eine große Kirche errichten. 881 wurde es jedoch von den Normannen geplündert und in Brand gesteckt. Nach dem Wiederaufbau entstand der Ort umher. Das Kloster wurde durch Gérard de Brogne im 10. Jahrhundert um 940 benediktinisch reformiert. Immer wieder das Ziel von Plünderungen, wurde das Kloster 1796 aufgehoben und die Gebäude wurden verkauft und abgebrochen.

### Ort Saint-Ghislain

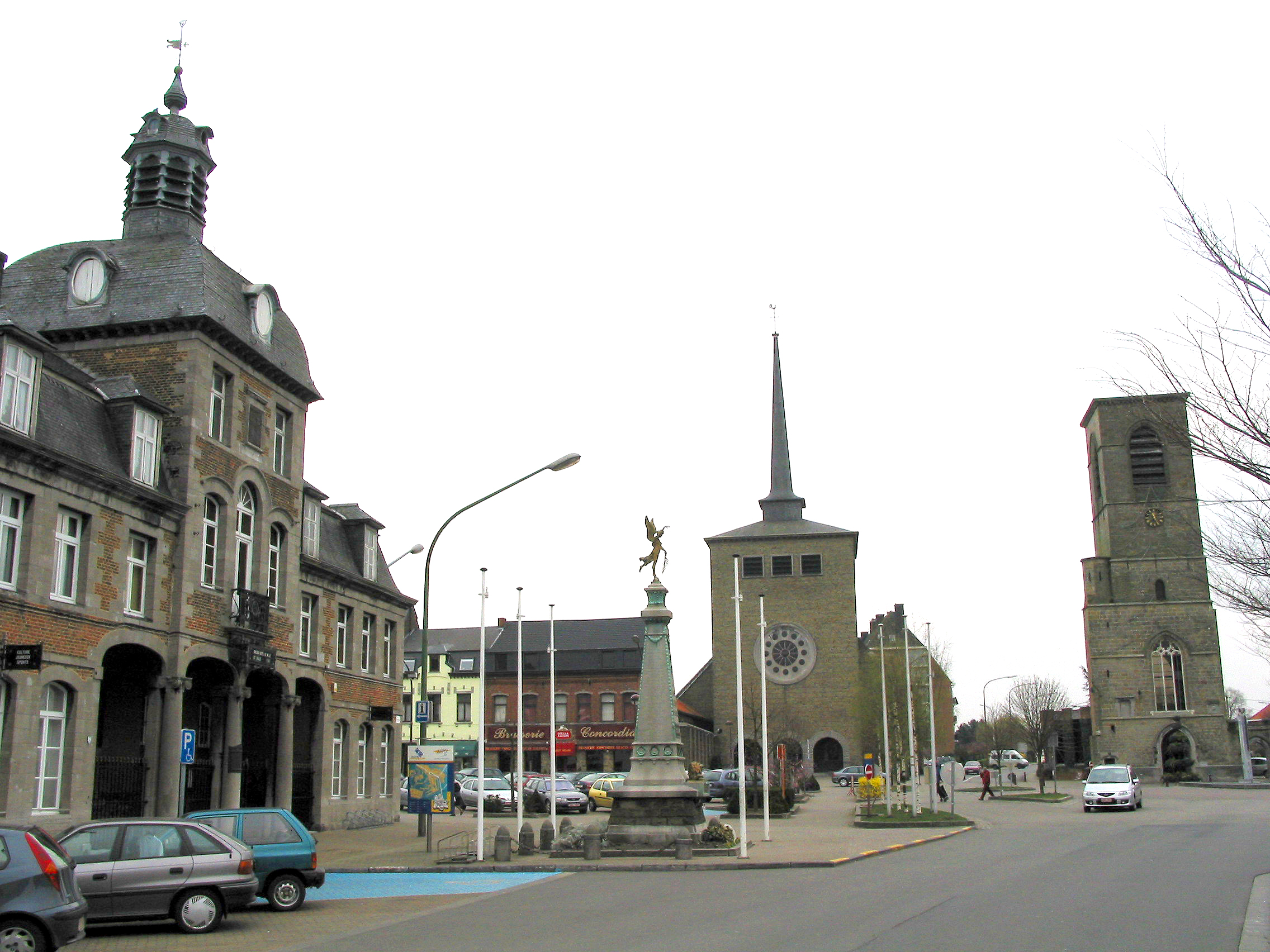
Saint-Ghislain Zentrum, von links:
Rathaus, neue Stadtkirche und Turm der alten Kirche

Der Ort, der um das Kloster herangewachsen war, trug zunächst den Namen Cella. Einen Aufschwung nahm er nach 1286, als der Markt des benachbarten Ortes Hornu hierher verlegt wurde. Wegen seiner Nähe zur hennegauischen Hauptstadt Mons erlangte der Ort auch bald strategische Bedeutung. Unter der Herrschaft von Albrecht von Bayern wurde er 1366 befestigt und blieb in den folgenden Jahrhunderten Sitz einer Garnison. 1589 erhielt Saint-Ghislain das Stadtrecht.
In den folgenden Jahrhunderten wurden Ort und Kloster wiederholt geplündert und teils zerstört: 1581 von den Hugenotten, 1655 von den Truppen Turennes, 1657 von den Spaniern unter Juan José de Austria. 1677 kehrten die Franzosen zurück, verloren die Stadt aber nach der Schlacht bei Malplaquet und dem darauf folgenden Frieden von Nimwegen wieder an die Spanier. 
Im August 1914 wurde Saint-Ghislain von Truppen des BEF (British Expeditionary Force) besetzt, die eine Frontlinie (von Thieu) entlang des Canal du Centre bis Nimy und von da am Mons-Condé-Kanal entlang bis Thulin, Frontbreite etwa 30 Kilometer gegen anrückende deutsche Truppen aufbauten. Am 23./24. August 1914 eroberten die Deutschen Saint-Ghislain (→ Schlacht bei Mons).
Am 11. November 1918 befreiten kanadische Truppen Mons.
Vom 15. April bis zum 2. Mai 1944 bombardierten die Westalliierten den  Rangierbahnhof von Saint-Ghislain und zerstörten dabei etwa die Hälfte der Stadt. In der Nacht vom 1. auf den 2. Mai warfen Flugzeuge etwa 550 Tonnen Bomben ab; über 100 Einwohner starben.
Anfang September 1944 wurden Mons und umliegende Orte erobert und von der deutschen Besatzung befreit.
Im September 2010 eröffnete das Unternehmen Google Inc. in Saint-Ghislain ein Rechenzentrum mit etwa 120 Beschäftigten. Später wurde das Rechenzentrum vergrößert.

## Städtepartnerschaften
Seit 1962 ist Saint-Ghislain verschwistert mit der französischen Stadt Saint-Lô in der Normandie und seit 2005 mit der polnischen Stadt Sierakowice in der Woiwodschaft Pommern. Weitere Beziehungen bestehen zu  Aalen (Deutschland), Tatabánya (Ungarn) und Christchurch (Vereinigtes Königreich).

## Söhne und Töchter der Stadt
- Johannes Ockeghem (* zwischen 1410 und 1430; † 1497), flämischer Komponist, Sänger und Kleriker
- Isabelle Blume (1892–1975), belgische sozialistische Politikerin, Widerstandskämpferin und Präsidentin des Weltfriedensrates
- Jacques Pohl (1909–1993), belgischer Romanist und Sprachwissenschaftler
- Michel Daerden (1949–2012), belgischer Politiker
- Elise Vanderelst (* 1998), Mittelstreckenläuferin

## Nachweise
1. ↑  Le Baron De Reiffenberg: Monuments Pour Servir a L'Histoire des Provinces de Namur, de Hainaut et de Luxembourg. 1848 (google.de [abgerufen am 30. Januar 2022]).
2. ↑  Albert D'Haenens: Gérard de Brogne à l'Abbaye de Saint-Ghislain. Abbaye de Maredsous (google.de [abgerufen am 30. Januar 2022]).
3. ↑  Reichsarchiv, Grenzschlachten. S. 495.
4. ↑  John Keegan: Der Erste Weltkrieg. Eine europäische Tragödie. Reinbek 2001, S. 148.
5. ↑  An ambitious programme to celebrate the centenary of the First World War in Mons in 2014, The First and the Last, Press pack of the 23rd August 2013, PDF, 16 MB
6. ↑  Fotogalerie
7. ↑  www.saint-ghislain.be (Memento des Originals vom 27. Dezember 2015 im Internet Archive)  Info: Der Archivlink wurde automatisch eingesetzt und noch nicht geprüft. Bitte prüfe Original- und Archivlink gemäß Anleitung und entferne dann diesen Hinweis.
8. ↑  C. Lo.: 1944 : Saint-Ghislain sous les bombes. In: DH.be. 21. April 2010, abgerufen am 5. Januar 2016 (französisch).
9. ↑  Google.com
10. ↑  The economic impact of Google's data centre in Belgium (PDF, 37 S.)